# 基板バイアス効果
基板バイアス効果（きばんバイアスこうか）、あるいは基板効果（きばんこうか）（英:body effect）は、MOSFETにおけるスレッショルド（しきい値）電圧が、バックゲート（基板）の電圧により変動すること。
通常、NチャネルMOSFETではソース電位がグランド電位になるソース接地回路として使われることが多く、その場合はソース・基板間に電位差が生じないので基板バイアス効果は現れないが、ソース端子が抵抗などの他のデバイスを通じて接地される場合はソース・基板間に電位差が生じるので基板バイアス効果が現れ、そのMOSFETのしきい値電圧が変動することになる。
一方、積極的に基板バイアス効果を用いることも行われている。 ソース・基板間に形成されるPN接合の逆バイアス電圧負の方向に大きくすると、後述するようにトランジスタのしきい値電圧が高くなるので、DRAMの待機時のようにリーク電流を低減する目的で適用されることがあり、また逆に高速化を期待して、ソース・基板間に順方向電流が流れない範囲で基板に小さな順方向電圧を与えてしきい値電圧を下げることも行われることもある。

## 原理
Siを用いた理想的なNチャネルMOSFETにおいては、閾値電圧 {\displaystyle V_{\rm {th}}}は基板バイアス電圧 {\displaystyle V_{\rm {BS}}(<0)}の関数として以下の式で表される。
{\displaystyle V_{\rm {th}}(V_{\rm {BS}})=V_{\rm {FB}}+2\phi _{\rm {F}}+{\dfrac {1}{C_{\rm {OX}}}}{\sqrt {2\varepsilon _{\rm {Si}}qN_{A}(2\phi _{\rm {F}}+|V_{\rm {BS}}|)}}}
ただし、{\displaystyle V_{\rm {FB}}}はフラットバンド電圧、{\displaystyle 2\phi _{\rm {F}}}は反転状態が実現した時の表面ポテンシャル、{\displaystyle C_{\rm {OX}}}はゲート酸化膜容量、{\displaystyle \varepsilon _{\rm {Si}}}はSiの誘電率、{\displaystyle q}は素電荷、{\displaystyle N_{A}}はアクセプター密度である。この式の第三項から、基板バイアス電圧{\displaystyle |V_{\rm {BS}}|}が大きくなるにつれて閾値電圧が大きくなることがわかる。
負の基板バイアスを加えるということは、チャネル表面に反転してできたN型チャネルとP型基板との間のPN接合に逆バイアスをかけている状態に対応する。
この状態ではバイアスを加えていないときと比べて表面のバンドの曲がりが大きくなるため、基板側に空乏層が伸び、空乏層電荷の量が増大する。
この増えた空乏層電荷を電界によって終端するためにはより大きなゲート電圧を必要とするため、閾値電圧が増大する。
なお、NMOSにおいては{\displaystyle V_{\rm {BS}}}は通常負の値である。正の値ではソースから基板へ電子が注入され、バイポーラ動作をしてしまうからである。
同様にPMOSにおいては通常{\displaystyle V_{\rm {BS}}}は正の値である。